# Diego de Guzmán Haros
Diego de Guzmán Haros (Ocaña, 1566 - Ancona, 21 de janeiro de 1631) foi um cardeal do século XVII

## Biografia
Nasceu em Ocaña em 1566. De uma família nobre. Seu segundo sobrenome também está listado como Aros; como Aro; e como Haro. Algumas fontes o listam apenas como Diego Guzmán.
Estudou na Universidade de Salamanca, onde obteve doutorado em teologia e direito..
Ordenado (nenhuma informação encontrada). Capelão dos Franciscanos Descalços, Madrid. Capelão-mor real, 1608. Membro do Conselho Supremo da Inquisição, agosto de 1613. Cônego do capítulo da catedral de Toledo. Abade de Santander, diocese de Burgos. Preceptor das Infantas Ana María e María Ana.
Nomeado patriarca das Índias Ocidentais, 14 de março de 1616. Eleito arcebispo titular de Tiro, 18 de abril de 1616. Consagrado, 1616. Publicou o livro Vida y morte de Dª. Margarita de Áustria em Madrid em 1617. Comissário da bula da cruzada na Espanha, 30 de junho de 1620. Transferido para a sé metropolitana de Sevilha, 15 de setembro de 1625..
Criado cardeal e reservado in pectore no consistório de 19 de novembro de 1629; publicado no consistório de 15 de julho de 1630; nunca foi a Roma para receber o chapéu vermelho e o título. Em 1629, viajou para a Hungria para acompanhar sua ex-aluna, a infanta María Ana, que se casaria com o futuro imperador Fernando III; e ao retornar iria a Roma receber o chapéu vermelho, mas morreu antes de chegar àquela cidade..
Morreu em Ancona em 21 de janeiro de 1631, de tifo. Sepultado temporariamente na igreja dos Frades Capuchinhos de Ancona. Posteriormente transferido e sepultado em Madrid, no Colégio da Companhia de Jesus de Ávila, que fundou e doou..